# ساوت چاینا مورنینگ پست
ساوت چاینا مورنینگ پست (انگلیسی: South China Morning Post) روزنامه انگلیسی زبان هنگ کنگی و روزنامهٔ اصلی هنگ کنگ است. این روزنامه توسط تسه تسان تای انقلابی متولد استرالیا و روزنامه‌نگار بریتانیایی آلفرد کانینگهم در سال ۱۹۰۳ تأسیس شد. نخستین نسخهٔ آن در ۶ نوامبر ۱۹۰۳ منتشر شد. سالهاست تیراژ این روزنامه نسبتاً پایدار بوده و روزانه به‌طور میانگین ۱۰۰۰۰۰ نسخه است.
این روزنامه تا سال ۱۹۹۳ در تملک نیوز کورپوریشن بود تا این که رابرت کوک آن را خریداری کرد.
در دسامبر ۲۰۱۵ اعلام شد گروه علی‌بابا این روزنامه را اکتساب خواهد کرد. در ۵ آوریل ۲۰۱۶ گروه علی‌بابا این اکتساب را کامل کرد.